# تاتسونوری اوتسوکا
تاتسونوری اوتسوکا (انگلیسی: Tatsunori Otsuka؛ زادهٔ ۵ نوامبر ۲۰۰۰) بازیکن والیبال اهل ژاپن است.